# Victoria Buttigieg
Victoria Buttigieg (* 28. November 1976 in Malta) ist eine maltesische Juristin. Sie ist seit 2020 Attorney General von Malta.

## Leben und Wirken
Buttigieg studierte Rechtswissenschaften an der Universität Malta, wo sie 1998 ihren Bachelor erwarb. 2001 wurde sie dort zur Dr. iur. promoviert. 2002 erhielt sie die Zulassung zur Ausübung juristischer Berufe in Malta. Im selben Jahr trat sie in den Dienst des maltesischen Ministeriums für Infrastruktur. 2007 wechselte sie als Anwältin in den Dienst des maltesischen Attorney General, 2010 wurde sie dort Senior Lawyer. 2012 wurde Buttigieg stellvertretende Attorney General und leitete in dieser Funktion die Abteilungen für Zivilrecht, Verwaltungsrecht und Verfassungsrecht. 2019 war sie eine der maltesischen Kandidatinnen bei der Wahl zur Nachfolge des ausscheidenden Richters am Europäischen Gerichtshof für Menschenrechte Vincent De Gaetano, unterlag bei der Wahl aber Lorraine Schembri Orland. 2019 wurde Buttigieg zum ersten State Attorney Maltas ernannt. In dieser Funktion nahm sie die Rolle der Beraterin und Vertreterin der Regierung in zivi-, verwaltungs- und verfassungsrechtlichen Fragen wahr, was bislang die von ihr geleitete Abteilung beim Attorney General getan hatte. Am 9. September 2020 wurde Buttigieg zur ersten weiblichen Attorney General Maltas ernannt.